# Asa Gray

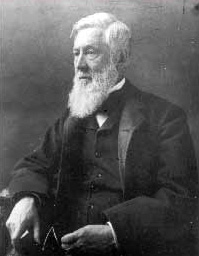
Asa Gray

Asa Gray (* 18. November 1810 in Paris, New York; † 30. Januar 1888 in Cambridge, Massachusetts) war ein US-amerikanischer Botaniker. Sein offizielles botanisches Autorenkürzel lautet „A.Gray“.

## Leben und Wirken

### Jugend und Ausbildung
Asa Gray wurde 1810 in Paris im Sauquoit-Tal im Bundesstaat New York geboren. Die Vorfahren der Familie waren schottisch-irischer Abstammung und waren aus Massachusetts und Vermont in das Sauquoit-Tal gekommen. Er war das älteste von acht Kindern des Ehepaares Moses Wiley und Roxana Howard Gray. Sein Vater war Farmer und arbeitete außerdem als Gerber.
Wie seine Geschwister wurde Asa Gray zunächst zuhause unterrichtet und besuchte dann die Schule in Sauquoit. Im Alter von zwölf Jahren wechselte er auf die Oberschule in Clinton County (New York) und besuchte anschließend vier Jahre lang die Fairfield Academy in Fairfield im Herkimer County.
Sein Interesse für die Naturwissenschaften wurde durch den Unterricht bei James Hadley, einem Professor für Medizin und Chemie an der Fairfield Medical School, geweckt, der auch an der Fairfield Academy unterrichtete. Gray besuchte deswegen schon während seiner Zeit an der Academy immer wieder auch Vorlesungen an der Fairfield Medical School.  Zunächst interessierte er sich vor allem für Mineralienkunde, auf die Botanik als sein späteres Tätigkeitsfeld wurde er erst im Winter 1827/28 durch den entsprechenden Artikel in der Edinburgh Encyclopædia von David Brewster aufmerksam. Nachdem es ihm mit Hilfe von Amos Eatons Botanischem Handbuch gelungen war, erste Pflanzen selbstständig zu bestimmen, wurde er ein begeisterter Pflanzensammler. Die langen Sommerferien nutzte er für botanische und mineralogische Exkursionen in verschiedene Gebiete des Bundesstaates New York.
Sein Vater erkannte Asas naturwissenschaftliche Begabung und das fehlende Interesse am Beruf eines Farmers und ermöglichte ihm ab 1829 den Besuch der Fairfield Medical School. Während seiner Zeit als Medizinstudent legte Gray ein umfangreiches Herbarium sowie eine Mineraliensammlung an. Bereits während dieser Zeit entstand ein enger Kontakt zu dem Arzt und Botaniker Lewis Caleb Beck aus Albany sowie dem Botaniker und Chemiker John Torrey aus New York, die ihn wiederum mit weiteren Botanikern bekannt machten. Im Februar 1831 schloss er die Medical School als Doctor of Medicine ab, praktizierte aber niemals als Arzt.

### Beruflicher Werdegang
Nach dem Abschluss der Medical School unterrichtete Gray zunächst Chemie, Mineralogie, Geologie und Botanik an der Bartlett’s High School in Utica. Im Juni 1832 hielt er seine erste Botanik-Vorlesung an der Fairfield Medical School, kurz darauf hielt er Seminare in Botanik und Mineralogie am Hamilton College. Die Honorare für seine Lehrtätigkeiten ermöglichten ihm, botanische Exkursionen nach Niagara Falls und zu anderen Orten in den Bundesstaaten New York und New Jersey zu unternehmen.
Im Herbst 1833 nahm er das Angebot John Torreys an, als dessen Assistent an der New York College of Physicians and Surgeons, zu arbeiteten. Da Torrey Professor für Chemie war, musste Gray zwar in dessen chemischen Labor arbeiten, das eigentliche Interesse der beiden Wissenschaftler lag allerdings auf der Botanik. 1834 erschien Grays erste wissenschaftliche Veröffentlichung, die sich mit der Mineralogie beschäftigte. Als erste rein botanische Arbeit publizierte er 1835 zusammen mit Torrey Monograph of the North American Species of Rhynchospora.

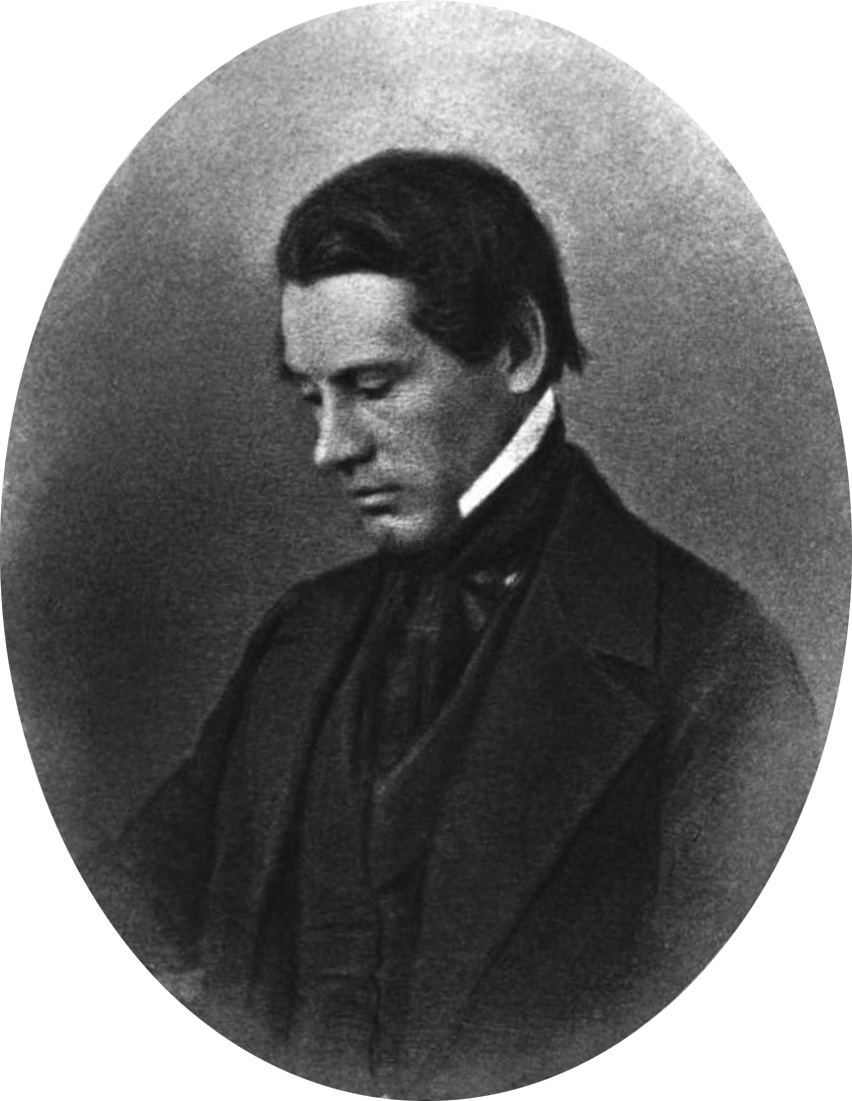
Asa Gray (um 1841)

Torrey konnte Gray allerdings nur bis zum Frühjahr 1834 als Assistent beschäftigen, da ihm die dazu notwendigen finanziellen Mittel fehlten. Gray unterrichtete deshalb zunächst wieder an der Bartlett’s High School, wobei er plante, nach den Sommerferien an Torreys Lehrstuhl nach New York zurückzukehren. Torrey musste ihm erneut absagen, da ihm weiterhin die Finanzierung für eine Assistentenstelle fehlte, vermittelte ihm aber 1836 eine Stelle als Kurator und Bibliothekar im Lyceum of Natural History. In seiner Freizeit arbeitete er an seinem ersten Lehrbuch, den Elements of Botany, das er 1816 veröffentlichte. Außerdem arbeitete er zusammen mit Torrey an der Flora of North America. Im Sommer 1836 nahm er eine Stelle als Botaniker auf der geplanten United States Exploring Expedition in den südlichen Pazifik unter der Leitung von Charles Wilkes an. Da sich der Start der Expedition aber immer wieder verzögerte, nutzte er die Zeit zu ersten Arbeiten an dem von Torrey bereits seit längerem geplanten botanischen Werk North American Flora. Als Wilkes Expedition 1838 endlich aufbrach, trat Gray von der Stelle als Botaniker zurück und trat stattdessen wieder eine Stelle als wissenschaftlicher Assistent bei John Torreys in New York an.
1838 erhielt er den Ruf als Professor für Botanik an die neu gegründete State University von Michigan. Gray handelte aus, dass er, bevor er die Stelle antreten musste, zunächst ein Studienjahr im Ausland verbringen konnte.  Zunächst vollendete er zusammen mit Torrey die Arbeiten an der Flora of North America, deren erster Band in zwei Teilen im Juli und Oktober 1838 erschien. Im November trat er eine Europareise an, um dort die bedeutenden Herbarien zu besuchen, in denen er die umfangreichen Sammlungen amerikanischer Pflanzen studieren wollte. Er bereiste England, Schottland, Frankreich, Deutschland, die Schweiz, Italien und Österreich und studierte unter anderem die Herbarien in Padua, Berlin und Glasgow. Auf der Reise lernte er einige der führenden europäischen Botaniker persönlich kennen, darunter Archibald Menzies, Augustin de Saint-Hilaire, Robert Brown, William Jackson Hooker und Augustin-Pyrame de Candolle. Auch mit zahlreichen jüngeren Kollegen wie Alphonse Pyrame de Candolle, Joseph Dalton Hooker und Joseph Decaisne knüpfte er erste Kontakte, die er sein ganzes Leben lang pflegte.
Im November 1839 kehrte er nach Amerika zurück, trat die Professur in Michigan allerdings nicht an, da es zu Unstimmigkeiten mit der Universität kam. Er arbeitete stattdessen in New York weiter bei Torrey, um im Juni 1840 den dritten und vierten Teil des ersten Bandes der Flora of North America zu veröffentlichen. Der zweite Band wurde 1843 fertig gestellt. Im Mai 1841 erschien der erste, im April 1842 der zweite Teil des zweiten Bandes.

### Wirken in Harvard

Das Wohnhaus von Asa Gray im Botanischen Garten von Cambridge

Während eines Besuchs im Jahr 1843 bei Benjamin Daniel Greene (1793–1862) in Cambridge bot dessen Schwiegervater Josiah Quincy, der Präsident des Harvard Colleges, Asa Gray die neu gestiftete Fisher-Professur für Naturgeschichte in Harvard an. Gray willigte ein und trat die Professur noch im gleichen Jahr an.
Gray musste den botanischen Fachbereich grundlegend aufbauen, bei seiner Ankunft gab es in Harvard weder eine botanische Bibliothek noch ein Herbarium. Der botanische Garten war 1805 gegründet worden; erster Direktor war der Botanikprofessor William Dandridge Peck. Nach dessen Tod im Jahr 1822 konnte aus finanziellen Gründen zunächst kein neuer Direktor ernannt werden, so dass Thomas Nuttall, ein Lehrbeauftragter für Botanik, als Kurator ernannt wurde. Dieser kündigte die Position bereits 1833, seitdem war der Garten lediglich durch einen Gärtner betreut worden, hatte aber keinen wissenschaftlichen Leiter mehr.
Gray bezog ein kleines Haus im botanischen Garten. Nach seiner Ankunft machte sich Gray zunächst daran, eine Bibliothek aufzubauen und ein Herbarium anzulegen. Obwohl er nur ein bescheidenes Gehalt bezog, gelang es ihm, innerhalb kurzer Zeit eine umfangreiche Literatursammlung aufzubauen, die er zunächst in seinem eigenen Haus aufbewahrte.
Da Gray befürchtete, dass das Herbarium und seine Bibliothek bei einem Brand seines Hauses vernichtet werden könnten, bot er 1864 an, diese an die Hochschule Harvard zu übergeben, wenn sich diese im Gegenzug bereit erklärte, dafür ein eigenes Gebäude zu errichten. Das Harvard-Direktorium nahm das Angebot an und ließ einen kleinen Anbau an das von Gray bewohnte Haus errichten, wenig später wurde dieser außerdem um eine kleine Bibliothek erweitert. Bei der Übergabe an die Universität im Jahr 1865 umfasste die Bibliothek ca. 2.200 Titel, das Herbarium enthielt ca. 200.000 Pflanzenproben. Bis zu seinem Tod im Jahr 1888 hatte Gray die Anzahl der Proben im Herbarium nahezu verdoppelt. Es war damit das größte Herbarium in den USA, und auch in Europa gab es nur wenige umfangreichere Herbarien.

### Beziehung zu Charles Darwin
Im Gegensatz zu seinem Zoologen-Kollegen in Harvard Louis Agassiz unterstützte Gray von Anfang an die Evolutionstheorie von Charles Darwin, mit dem ihn später eine lebenslange Freundschaft verband. Sie trafen sich zuerst in Kew; einander vorgestellt hatte sie Joseph Dalton Hooker. Als Darwin die Gedanken Alfred Russel Wallace’ zum Thema „natürliche Selektion“ las, tauschte er sich mit Gray über Wallace und seine eigenen Ideen aus. Gray organisierte die erste Veröffentlichung von Darwins bedeutendem Werk On the Origin of Species und verwaltete dessen Tantiemen in den USA. Darwin widmete Gray sein Buch The different forms of flowers on plants of the same species (1877). Gray war allerdings kein völliger Anhänger von Darwins Evolutionstheorie, sondern sah seiner Religiosität entsprechend das Wirken höherer Mächte in der Natur.

### Spätes Leben und Tod

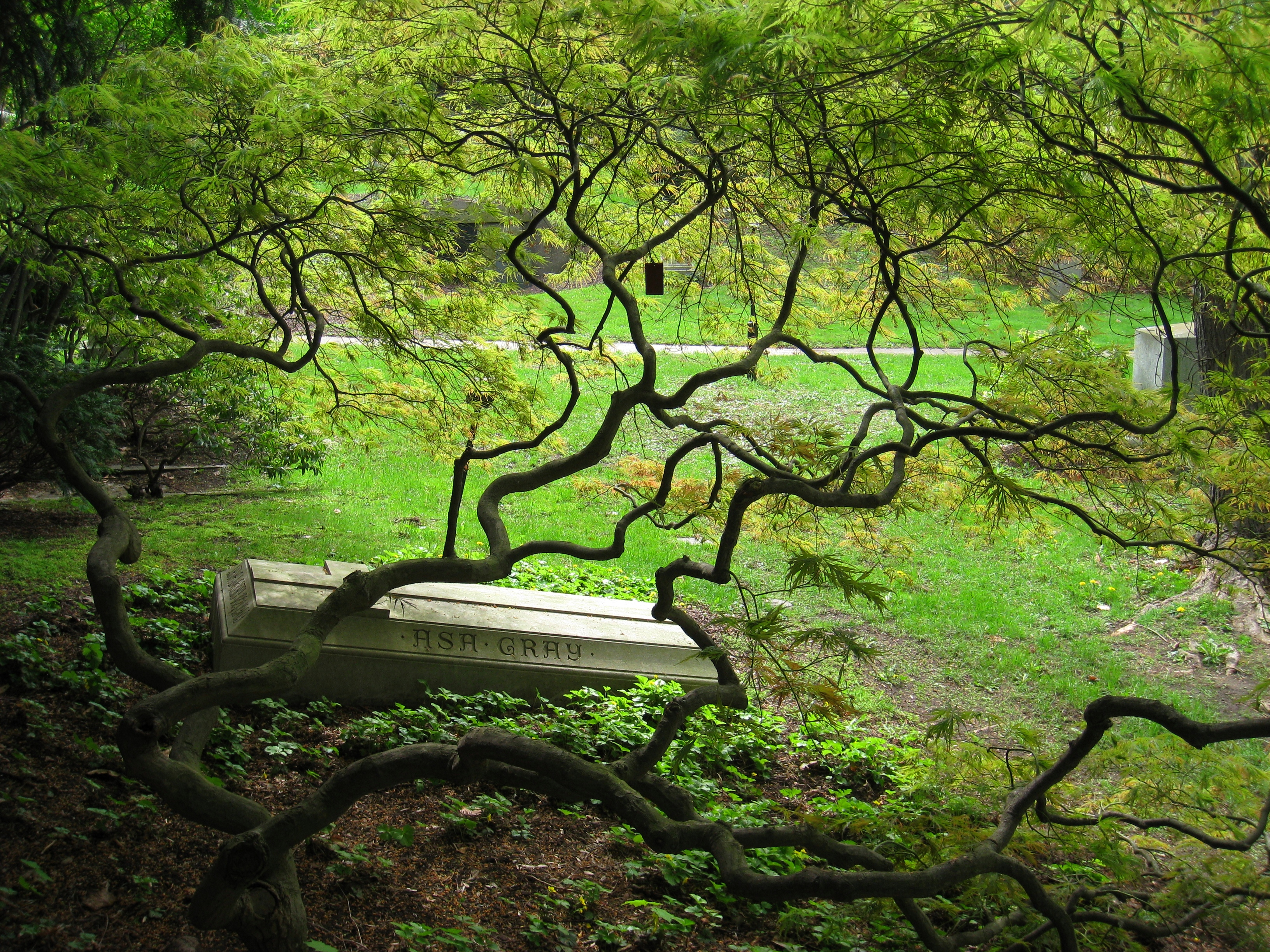
Asa Grays Grab auf dem Mount Auburn Cemetery

Nach 30-jähriger Tätigkeit zog sich Gray 1873 aus den Aufgaben in der Lehre und im Herbarium zurück, behielt aber seine Professur für Botanik. Er widmete sich von da ab noch intensiver dem Verfassen botanischer Veröffentlichungen und begann, an einer Fortsetzung der Flora of Northern America zu arbeiten. Dabei wollte er das Werk zum einen vervollständigen, zum anderen aber auch den über dreißig Jahre alten Teil aktualisieren.
Im Oktober 1887 kehrte Gray von einer Europareise zurück, auf der er die Herbarien der Kew Gardens in London sowie das Lamarck-Herbarium des Jardin des Plantes in Paris studiert hatte. Nach seiner Rückkehr widmete er sich weiter den Arbeiten an der Flora. Ab dem 28. November 1887 litt Gray plötzlich an Paralyse und war in den darauffolgenden Wochen nur noch zeitweise bei Bewusstsein. Er starb am 30. Januar 1888 und wurde am 2. Februar 1888 auf dem Mount Auburn-Friedhof in Massachusetts begraben.

## Ehrungen
Nach Asa Gray benannt ist die Pflanzengattung Grayia Hook. & Arn. aus der Familie der Fuchsschwanzgewächse (Amaranthaceae) und Asagraea Lindl. aus der Familie der Germergewächse (Melanthiaceae). Auch die Lilie Lilium grayi ist nach ihm benannt.
Im Jahr 1835 wurde Gray zum Mitglied der Leopoldina gewählt. 1848 wurde er in die American Philosophical Society aufgenommen. Ab 1855 war er korrespondierendes Mitglied der Preußischen Akademie der Wissenschaften und ab 1862 der Russischen Akademie der Wissenschaften in Sankt Petersburg. Die Bayerische Akademie der Wissenschaften nahm ihn 1859 als auswärtiges Mitglied auf. 1863 gehörte er zu den Gründungsmitgliedern der National Academy of Sciences. 1868 wurde er zum korrespondierenden Mitglied der Göttinger Akademie der Wissenschaften gewählt. 1873 wurde er als auswärtiges Mitglied in die Royal Society und 1878 als korrespondierendes Mitglied in die Académie des sciences aufgenommen. 1879 wurde er Ehrenmitglied (Honorary Fellow) der Royal Society of Edinburgh. Die Zeitschrift Asa Gray Bulletin (1893–1901, 1952–1961) ist nach ihm benannt, ebenso das Gray Herbarium und der Grays Peak, ein Berg im US-Bundesstaat Colorado. Seit 1984 wird der Asa Gray Award, der höchste Preis der American Society of Plant Taxonomists, an verdiente Botaniker vergeben.
2011 gab der U.S. Postal Service im Rahmen einer Briefmarkenserie zur Ehrung verdienter Wissenschaftler auch eine Marke mit einem Porträt von Asa Gray heraus. Auf der Marke ist auch das Galaxblättrige Winterblatt (Shortia galacifolia) abgebildet. Gray hatte diese Pflanze, die nur in den Bundesstaaten North Carolina, South Carolina und Georgia vorkommt, auf seiner ersten Europareise in einem Herbar in Paris entdeckt und sie zusammen mit Torrey botanisch beschrieben. Gray war es fast 40 Jahre lang nicht gelungen, eine lebende Pflanze dieser Art zu finden. Erst im Jahr 1877 sandte ihm ein Jugendlicher aus North Carolina ein Exemplar zu.

## Schriften (Auswahl)

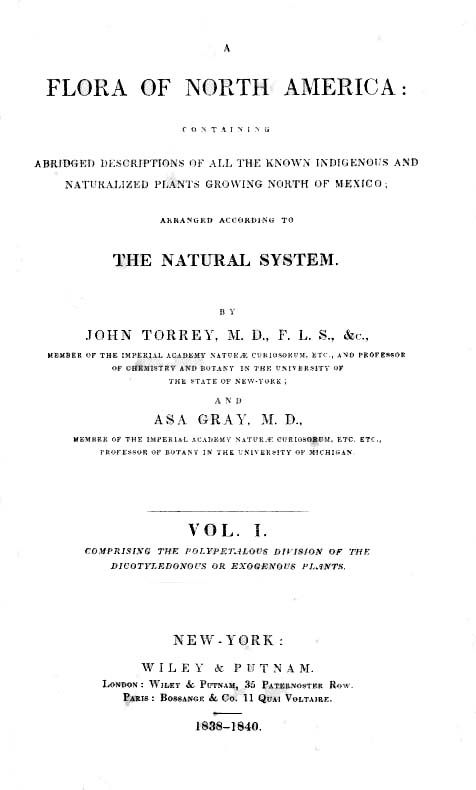
Titelseite des 1. Bandes der Flora of North America

Eine vollständige Übersicht über die wissenschaftlichen Veröffentlichungen von Asa Gray befindet sich im Anhang des American Journal of Science, Jahrgang 1888.
- Elements of botany. Carvill, New York 1836. (online)
- A Natural System of Botany. 1837
- mit John Torrey: A Flora of North America. 2 Bände, Wiley & Putnam, New York 1838–[1843], (online).
- Plantae Lindheimerianae: An Enumeration of the Plants collected in Texas, and distributed to Subscribers, by F. Lindheimer, with Remarks, and Descriptions of new Species, &c. In: Boston Journal of Natural History. Band 5, 1845, S. 210–264, (online) – mit George Engelmann.
- Plantae Lindheimerianae, Part II. An Account of a Collection of Plants made by F. Lindheimer in the Western part of Texas, in the Years 1845-6, and 1847-8, with Critical remarks, Descriptions of new Species, &c. In: Boston Journal of Natural History. Band 6, 1850, S. 141–240, (online).
- Contributions to North American Botany. In: Proceedings of the American Academy of Arts and Sciences. Band 1–23, 1846–1888.
- mit William Starling Sullivant: A Manual of the Botany of the Northern United States. James Munroe and Company, Boston 1848
- Genera florae Americae boreali-orientalis illustrata. Munroe, Boston 1848–1849. (Digitalisat Band 11), (Band 2)
- Plantae Fendlerianae Novi-Mexicanae: An Account of a Collection of Plants made chiefly in the Vicinity of Santa Fé, New Mexico, by Augustus Fendler; with Descriptions of the New Species, Critical Remarks, and Characters of other undescribed or little known Plants from surrounding Regions. Boston 1848, (online).
- Plantae Wrightianae Texano-Neo-mexicanae: An account of a collection of plants made by Charles Wright. Smithsonian Institution, Washington 1852–1853, (online).
- Botany of the United States Expedition during the years 1838–1842 under the command of Charles Wilkes, Phanerogamia, 1854
- Statistics of the Flora of the Northern United States. Philadelphia 1856. (online)
- First Lessons in Botany and Vegetable Physiology. Ivison and Phinney, New York 1857. (Digitalisat)
- How Plants Grow: A Simple Introduction to Structural Botany. American Book Company, New York/Cincinnati/Chicago 1858. (Digitalisat)
- Memoir on the Botany of Japan, in its relations to that of North America, and of other Parts of the Northern Temperate Zone. In: memoirs of the American Academy of Arts and Science. New series, VI, 1859
- Introduction to Structural and Systematic Botany and Vegetable Physiology. Phinney & Company, New York 1862. (Digitalisat)
- How Plants Behave. Ivison, Blakeman, Taylor & Co., New York 1872
- Darwiniana: Essays and Reviews Pertaining to Darwinism. D. Appleton & Company, New York 1876 and 1889
- Synoptical Flora of North America. American Book Company, New York 1878–1897, vollendet von Benjamin Lincoln Robinson
- Gray's Botanical Text-book. Band I & II. American Book Company, New York  1879
- zusammen mit Joseph Dalton Hooker: The Vegetation of the Rocky Mountain Region, and A Comparison With That of Other Parts of the World. In: Bulletin of the United States Geological and Geographical Survey of the Territories. United States Government Printing Office, Volume VI (1), Washington DC 1880, S. 1–77
- Gray's School and Field Book of Botany. Ivison, Phinney and Blakeman, New York 1868. (Digitalisat)
- Charles Sprague Sargent (Hrsg.): Scientific papers of Asa Gray. 2 Bände, Houghton, Mifflin and Company, Boston/New York 1889 (online).